# آرتور بنتلی (بازیکن فوتبال)
آرتور بنتلی (انگلیسی: Arthur Bentley؛ زادهٔ 1871) بازیکن فوتبال اهل بریتانیا است.
از باشگاه‌هایی که در آن بازی کرده‌است می‌توان به باشگاه فوتبال استوک سیتی اشاره کرد.